# Fregata typu 053K
Fregata typu 053K (v kódu NATO: Jiangdong) byla třída protiletadlových fregat Námořnictva Čínské lidové osvobozenecké armády. Jejich hlavním účelem bylo vyzkoušení vyvíjených protiletadlových řízených střel HQ-61. Technické problémy však oddálily operační využití střel až do poloviny 80. let. Postaveny byly pouze dvě jednotky této třídy. Obě byly vyřazeny na počátku 90. let. Fregata Jing-tchan byla uchována jako muzejní loď v muzeu námořnictva ČLOA v Čching-tao.

## Pozadí vzniku
Kořeny této třídy sahají až k prvním čínským fregatám typu 01 (v kódu NATO Chengdu), které byly variantou sovětského projektu 50 (v kódu NATO Riga). Po ochlazení vztahů mezi ČLR a SSSR se Čína rozhodla pokračovat ve stavbě fregat vlastní silou právě na základě sovětské třídy Riga. Navázala na ni mírně vylepšeným úderným typem 065 (v kódu NATO Jiangnan) a protiletadlovými fregatami typu 053K. Postaveny byly pouze dvě jednotky pojmenované Jing-tchan (531) a (532). Jejich stavba byla zahájena v letech 1971–1972 a do služby vstoupily v letech 1977 a 1979.
Jednotky typu 053K:
| Jméno            | Založení kýlu | Spuštění        | Vstup do služby   | Status                     |
| ---------------- | ------------- | --------------- | ----------------- | -------------------------- |
| Jing-tchan (531) | červenec 1970 | 24. října 1971  | 15. března 1975   | Vyřazena 15. července 1994 |
| (532)            | říjen. 1971   | 29. května 1977 | 12. července 1977 | Vyřazena červen 1986       |

## Konstrukce
Trup plavidel vycházel z ruské třídy Riga. Byl však větší a jeho nástavby byly řešené s ohledem na použití raketové výzbrtoje. Hlavní výzbroj tvoří dva 100mm dvoukanóny typu 79 a čtyři 37mm dvoukanóny typu 76. K ničení vzdušných cílů plavidla nesla dvě dvojitá vypouštěcí zařízení pro čínské protiletadlové řízené střely HQ-61. K ničení ponorek sloužily dva vrhače raketových hlubinných pum typu 65 (kopie RBU-1200) na přídi, dva vrhače typu 64 a dvě skluzavky hlubinných pum na zádi. Pohonný systém tvoří dva diesely Hudong 18E390A pohánějící dva lodní šrouby. Nejvyšší rychlost je 26 uzlů. Dosah je 2000 námořních mil při 18 uzlech.